# Helena Nyblom

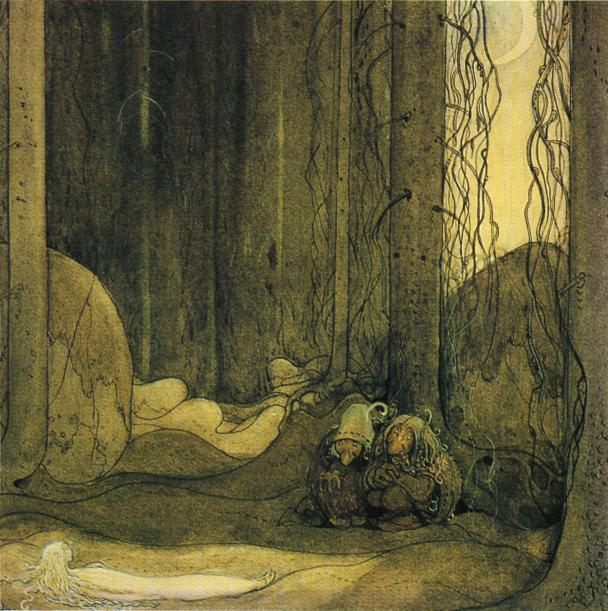
John Bauers illustration till en av Helena Nybloms sagor, 1913.

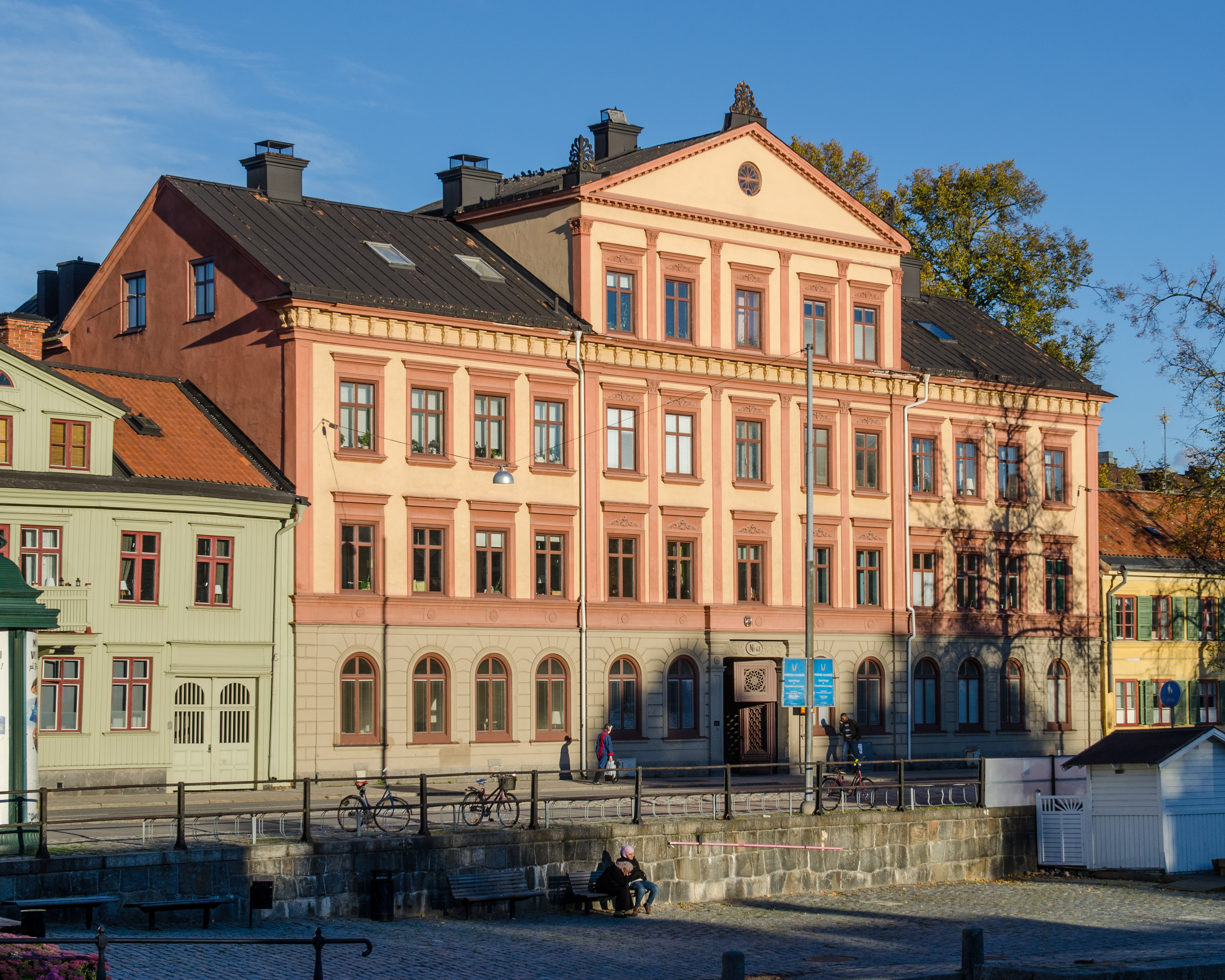
Vershuset på Östra Ågatan 65 i Uppsala där familjen Nyblom bodde från och med 1864.

Helena Augusta Nyblom, ursprungligen Helene Augusta Roed, född 7 december 1843 i Köpenhamn, död den 9 oktober 1926 i Stockholm, var en dansk-svensk författare. Hon är mest känd för sina konstsagor, men skrev även dramatik, mestadels spetsfundiga enaktare om vardagslivet.

## Biografi
Helena Nyblom var dotter till Jørgen Roed och Emilie Amanda Kruse. Hennes far var målare och professor vid Konstakademien i Köpenhamn medan modern var intresserad av antikens konst och litteratur . I hemmet lades därmed stor vikt vid intellektuell och estetisk kultur och familjen hade ett livligt umgänge med konstnärer, musiker, ämbetsmän och författare. Nyblom var musikaliskt begåvad och utbildade sig i pianospel. Som tecknare är hon representerad vid bland annat Uppsala universitetsbibliotek.
Hon gifte sig med Carl Rupert Nyblom 1864 och paret bosatte sig i Uppsala. Deras hem blev en viktig mötesplats för konstnärligt inriktade människor från hela Norden. Paret hade en ansträngd ekonomi, vilket innebar att de båda var tvungna att skriva för att utöka kassan. Hon var mor till Carl Göran Nyblom, Sven Nyblom, Ellen Lundberg-Nyblom, Knut Nyblom, Lennart Nyblom och Holger Nyblom. Hon är också farmor till journalisten Teddy Nyblom och arkitekten Peder Nyblom.

## Författarskap
Helena Nyblom debuterade med noveller publicerade i Ny illustrerad tidning, vilka sedan gavs ut i fyra band översatta från danska av hennes make. Hon skrev även lyrik och gav ut flera diktsamlingar. Sitt litterära genombrott fick hon genom sina konstsagor. Hon skrev även en roman, några flickböcker samt komedier.
Nyblom var även verksam som kulturskribent och kritiker i bland andra Idun (tidning), Ord och bild, Ny svensk tidskrift och Nordisk tidskrift.

## Konverterade till katolicismen
År 1895 konverterade Nyblom till romersk-katolska kyrkan i S:ta Eugenia kyrka i Stockholm. Konversionen uppmärksammades stort i massmedia och hon fick utstå mycken kritik både där och i vänkretsen för att ha "fallit för Rom". Maken, själv inte romersk katolik, tog henne dock offentligt i försvar och inom den katolska minoriteten i Stockholm var man stolt över den berömda konvertiten. (Eftersom Nyblom konverterade i vuxen ålder kvarstod barnen i Svenska kyrkan, men sonen Lennart konverterade senare i livet och gav upphov till en stor romersk-katolsk släkt.)
Makarna Nyblom är begravna på Uppsala gamla kyrkogård.

### Skönlitteratur
- Noveller. Stockholm: Norstedt. 1875-1881. Libris 2057079
- Noveller. Samling 4, Merkurius ; Farbror Elis ; I dyningen ; En Evas dotter ; En hård nöt att knäcka. Stockholm: Norstedt. 1881. Libris 22108016. http://hdl.handle.net/2077/54634
- Digte. Kjøbenhavn: Gad. 1881
- Under dansen. Helsingfors. 1885. Libris 10503119
- Nye digte. Kjøbenhavn: Gad. 1886. Libris 10070599
- Fortællinger og Skizzer. Kjøbenhavn. 1887. Libris 9958486
- Qvinnoöden: noveller. Stockholm: Norstedt. 1888. Libris 1625230 - Fulltext: Göteborgs universitetsbibliotek och Projekt Runeberg.
- Dikt och verklighet, samling 1 och 2. Stockholm: Norstedt. 1890. Libris 20143227 - Fulltext: Göteborgs universitetsbibliotek och Projekt Runeberg.
  -  Samling 1. Stockholm: Norstedt. 1890. Libris 2057103. https://runeberg.org/nhdov/1/
  -  Samling 2. Stockholm: Norstedt. 1890. Libris 2057104. https://runeberg.org/nhdov/2/
- Sverges skans: ett ord om och till svenskarne. Minnen från Skansens vårfest ; 8. Stockholm: Nordiska museet. 1893. Libris 1624910
- Digte: tredie Samling. Stockholm: Wahlström & Widstrand. 1894. Libris 1625229
- Fantasier: fyra berättelser. Stockholm: Wahlström & Widstrand. 1896. Libris 1663531. http://litteraturbanken.se/#!forfattare/NyblomH/titlar/FantasierFyra/info/etext
- Det var en gång: sagor för små och stora barn. Stockholm: Gernandt. 1897-1898. Libris 1913137
- "Det ringer!": skämt i en akt. Svenska teatern, 99-1250025-3 ; 270. Stockholm: Bonnier. 1902. Libris 1728782
- En sagokrans. Stockholm: Bonnier. 1903. Libris 1727936. http://litteraturbanken.se/forfattare/NyblomH/titlar/EnSagokrans/sida/3/etext
- En trasslig härfva: proverb i en akt. Svenska teatern, 99-1250025-3 ; 278. Stockholm: Bonnier. 1904. Libris 1719512. https://runeberg.org/entrasslig/
- Hämnd: lustspel i en akt. Svenska teatern, 99-1250025-3 ; 279. Stockholm: Bonnier. 1904. Libris 1719513
- Till Konung Oscar efter Hans trontal 1905. Stockholm. 1905. Libris 2942384
- Högvalla: familjeroman. Stockholm: Fritze. 1907. Libris 3396016
- En gammal historia och andra noveller. Göteborg: Åhlén & Åkerlund. 1908. Libris 1616424
- Ja och nej: originalsagor. Barnbiblioteket Saga, 99-0448970-X ; 26. Stockholm: Svensk läraretidning. 1908. Libris 1611585. https://runeberg.org/jaochnej/ - Med teckningar av Ottilia Adelborg.
- Finns det något bättre?: [dikt]. Stockholm. 1909. Libris 2942369
- I sista stund: dramatisk scen. Svenska teatern, 99-1250025-3 ; 324. Stockholm: Bonnier. 1910. Libris 1618211
- Kusinerna: berättelse för unga flickor. Stockholm: Skoglund. 1910. Libris 1616426
- En musik-kur: dramatisk scen för två personer. Svenska teatern, 99-1250025-3 ; 325. Stockholm: Bonnier. 1910. Libris 1618212
- Nye og gamle Digte och Dikter. Stockholm: Bonnier. 1910. Libris 1616427
- När löfvet faller. Göteborg: Åhlén & Åkerlund. 1910. Libris 1616428
- Porträttet: Komedi i en akt. Svenska teatern, 99-1250025-3 ; 326. Stockholm: Bonnier. 1910. Libris 1618213
- Till fredens vänner: [jämte öfvers. på engelska.]. Stockholm. 1910. Libris 2942383
- Dollarprinsessan: en gammal violin. Albert Bonniers 25-öresböcker ; 16. Stockholm: Bonnier. 1912. Libris 1637820. https://runeberg.org/nhdollar/
- Kusin Claudia och andra berättelser. Albert Bonniers 25-öresböcker ; 35. Stockholm: Bonnier. 1912. Libris 1637821
- Sagospel: tillägnade Sveriges barn. Barnbiblioteket Saga, 99-0448970-X ; 42. Stockholm: Svensk läraretidning. 1912. Libris 1631182 - Med originalillustrationer av Gerda Tirén.
- Väninnorna: berättelse för unga flickor. Stockholm: Skoglund. 1912. Libris 1637823
- Djur och människor. Stockholm: Norstedt. 1914. Libris 17636474. http://hdl.handle.net/2077/38389
- Sju flickor: berättelse för ungdom ([3 uppl.]). Stockholm: Åhlén & Åkerlund. 1915. Libris 1637822
- Flickornas julbok: berättelser om flickor från slott och koja. Stockholm: Åhlén & Åkerlund. 1916. Libris 1656720
- Gamla violinen och annat ur dikt och verklighet. Stockholm: Åhlén & Åkerlund. 1916. Libris 1656721
- Katten från Siena och andra fantastiska berättelser. Stockholm: Åhlén & Åkerlund. 1917. Libris 1656723
- Håsjöstapeln. Stockholm: Nordiska museet. 1917. Libris 1656722
- En ostyring och andra berättelser för flickor. Stockholm: Åhlén & Åkerlund. 1921. Libris 1476035

### Varia
- Estetiska frågor: Af H.A.N. Stockholm. 1882. Libris 2942367
- I kvinnofrågan: embetet att vara husmoder : kvinnans kallelse. Stockholm: Wahlström & Widstrand. 1896. Libris 1663532. http://litteraturbanken.se/#!forfattare/NyblomH/titlar/IKvinnofragan/info/etext
- Fosterlandskärlek. Föreningen Heimdals folkskrifter, 99-1250994-3 ; 53. Stockholm: Beijer. 1898. Libris 1609614
- Den svenska och den danska nationalkarakteren: föredrag hållet vid Nordiska fören:s i Upsala årsmöte d. 15 mars 1900. I vår tids lifsfrågor, 99-0919837-1 ; 15. Stockholm: Skoglund. 1900. Libris 1663247
- Florens. Nordiska öresbiblioteket, 99-2033276-3 ; 3. Stockholm: Ljus. 1904. Libris 1729226
- Frederi Mistral: Gavinana. Nordiska öresbiblioteket, 99-2033276-3 ; 1906:2. Stockholm. 1906. Libris 1940658

### Personhistoria
- Mina levnadsminnen. Stockholm: Bonnier. 1922. Libris 368330
- Mina levnadsminnen. 1, I Danmark 1843-1864. 1922. Libris 368331
- Mina levnadsminnen. 2, I Sverige 1864-1898. 1922. Libris 368332
- Två väninnor: Helena Nyblom och Anna Hamilton-Geete. Stockholm: Norstedt. 1950. Libris 1402947 - Brev sammanställda av Holger Nyblom.